# Premio internazionale medaglia d'oro al merito della cultura cattolica
Il premio internazionale Medaglia d'oro al merito della cultura cattolica è stato istituito nel 1983 dalla Scuola di cultura cattolica di Bassano del Grappa.
A livello nazionale e internazionale tale scuola si propone, tra le altre cose, di creare una rete di collegamenti tra i maggiori esponenti della cultura cattolica. Il premio intitolato internazionale "al merito della cultura cattolica" si propone di incrementare tali conoscenze reciproche, segnalando quegli intellettuali che in ogni campo svolgono il proprio lavoro all'interno di un'identità cristiana. La linea guida fondamentale vuole essere quella indicata da Giovanni Paolo II nell'espressione: "fare della fede cultura".

## Origine
La Scuola di cultura cattolica è nata grazie ad alcuni uomini che hanno vissuto l'esperienza del Comune dei giovani e della Dieci, associazioni laicali fondate da don Didimo Mantiero.

## Albo dei premiati
- 1983 – Gianfranco Morra (sociologo) - Università di Bologna
- 1984 – Adriano Bausola (filosofo) - Università Cattolica del Sacro Cuore
- 1985 – Augusto del Noce (filosofo) - Università di Roma
- 1986 – Adriano Bompiani (scienziato) - Università Cattolica
- 1987 – Sergio Cotta (giurista) - Università di Roma
- 1988 – Divo Barsotti (scrittore) - Firenze
- 1989 – Cornelio Fabro (filosofo) - Roma
- 1990 – Piero Pajardi (giurista) - Milano
- 1991 – Giorgio Torelli (giornalista) - Milano
- 1992 – Joseph Ratzinger (allora Cardinale) - Roma
- 1993 – Giacomo Biffi (cardinale) - Bologna
- 1994 – Vittorio Messori (giornalista e scrittore) - Milano
- 1995 – Luigi Giussani (fondatore di Comunione e Liberazione) - Milano
- 1996 – René Laurentin (teologo) - Évry (Francia)
- 1997 – Irina Jlovajskaja Alberti (scrittrice) - Russia
- 1998 – Pietro Prini (filosofo) - Roma
- 1999 – Michael Novak (economista) - Washington
- 2000 – Eugenio Corti (scrittore) - Milano
- 2001 – Riccardo Muti (direttore d'orchestra) - Milano
- 2002 – Krzysztof Zanussi (regista) - Polonia
- 2003 – Antonio Fazio (governatore della Banca d'Italia) - Roma e Hanna Gronkiewicz-Waltz (economista) - Polonia
- 2004 – Cesare Cavalleri (giornalista ed editore) - Milano
- 2005 – Angelo Scola (cardinale) - Venezia
- 2006 – Ettore Bernabei (giornalista) - Roma
- 2007 – Camillo Ruini (cardinale) - Roma
- 2008 – Mary Ann Glendon (ambasciatore degli Stati Uniti presso la Santa Sede) - Cambridge, MA. (USA)
- 2009 – Francesco D'Agostino (giurista) - Roma
- 2010 – Carlo Caffarra (cardinale) - Bologna
- 2011 – Etsurō Sotoo (scultore) - Prefettura di Fukuoka (Giappone)
- 2012 – Ugo Amaldi (fisico) - Milano
- 2013 – Luigi Negri (arcivescovo) - Ferrara
- 2014 – Romano Scalfi (presbitero, cofondatore di Russia cristiana) - Seriate
- 2015 – Emanuela Marinelli (naturalista)
- 2016 – Samir Khalil Samir (teologo) - Egitto
- 2017 – Rémi Brague (filosofo) - Parigi
- 2018 – Hanna-Barbara Gerl-Falkovitz (filosofa) - Monaco di Baviera
- 2019 – Flora Gualdani (ostetrica, fondatrice di Casa Betlemme) - Arezzo
- 2020 – Antonia Arslan (scrittrice) - Padova
- 2021 – Fabrice Hadjadj (filosofo) - Tolone
- 2022 – Franco Nembrini (educatore e scrittore)
- 2023 – Pierbattista Pizzaballa (ordine dei Frati minori)
- 2024 – Mauro Ronco (giurista) - Torino